# Przywódcy państw i terytoriów zależnych w 2016
Przywódcy państw i terytoriów zależnych w 2016 – lista przywódców państw i terytoriów zależnych w roku 2016.

## Afryka
- Algieria
  - Prezydent – Abd al-Aziz Buteflika, Prezydenci Algierii (1999–2019)
  - Premier – Abd al-Malik Sallal, Premierzy Algierii (2014–2017)

- Angola
  - Prezydent – José Eduardo dos Santos, Prezydenci Angoli (1979–2017)

- Benin
  - Prezydent –
    1. Yayi Boni, Prezydenci Beninu (2006–2016)
    2. Patrice Talon, Prezydenci Beninu (od 2016)

  - Premier – Lionel Zinsou, Premierzy Beninu (2015–2016) do 6 kwietnia

- Botswana
  - Prezydent – Seretse Ian Khama, Prezydenci Botswany (2008–2018)

- Brytyjskie Terytorium Oceanu Indyjskiego (terytorium zamorskie Wielkiej Brytanii)
  - Komisarz –
    1. Peter Hayes, Komisarze Brytyjskiego Terytorium Oceanu Indyjskiego (2012–2016)
    2. John Kittmer, Komisarze Brytyjskiego Terytorium Oceanu Indyjskiego (2016–2017)

  - Administrator –
    1. Tom Moody, Administratorzy Brytyjskiego Terytorium Oceanu Indyjskiego (2013–2016)
    2. Nicola Carnie, Administratorzy Brytyjskiego Terytorium Oceanu Indyjskiego (2016–2017)

- Burkina Faso
  - Prezydent – Roch Marc Christian Kaboré, Prezydenci Burkina Faso (2015–2022)
  - Premier –
    1. Isaac Zida, Premierzy Burkina Faso (2015–2016)
    2. Paul Kaba Thieba, Premierzy Burkina Faso (2016–2019)

- Burundi
  - Prezydent – Pierre Nkurunziza, Prezydenci Burundi (2005–2021)

- Czad
  - Prezydent – Idriss Déby, Prezydenci Czadu (1990–2021)
  - Premier –
    1. Kalzeubet Pahimi Deubet, Premierzy Czadu (2013–2016)
    2. Albert Pahimi Padacké, Premierzy Czadu (2016–2018)

- Demokratyczna Republika Konga
  - Prezydent – Joseph Kabila, Prezydenci Demokratycznej Republiki Konga (2001–2019)
  - Premier –
    1. Augustin Matata Ponyo, Premierzy Demokratycznej Republiki Konga (2012–2016)
    2. Samy Badibanga, Premierzy Demokratycznej Republiki Konga (2016–2017)

- Dżibuti
  - Prezydent – Ismail Omar Guelleh, Prezydenci Dżibuti (od 1999)
  - Premier – Abdoulkader Kamil Mohamed, Premierzy Dżibuti (od 2013)

- Egipt
  - Prezydent – Abd al-Fattah as-Sisi, Prezydenci Egiptu (od 2014)
  - Premier – Szarif Isma’il, Premierzy Egiptu (2015–2018)

- Erytrea
  - Prezydent – Isajas Afewerki, Prezydenci Erytrei (od 1993)

- Etiopia
  - Prezydent – Mulatu Teshome, Prezydenci Etiopii (2013–2018)
  - Premier – Hajle Marjam Desalegne, Premierzy Etiopii (2012–2018)

- Gabon
  - Prezydent – Ali Bongo Ondimba, Prezydenci Gabonu (od 2009)
  - Premier –
    1. Daniel Ona Ondo, Premierzy Gabonu (2014–2016)
    2. Emmanuel Issoze-Ngondet, Premierzy Gabonu (2016–2019)

- Gambia
  - Prezydent – Yahya Jammeh, Prezydenci Gambii (1994–2017)

- Ghana
  - Prezydent – John Dramani Mahama, Prezydenci Ghany (2012–2017)

- Gwinea
  - Prezydent – Alpha Condé, Prezydenci Gwinei (2010–2021)
  - Premier – Mamady Youla, Premierzy Gwinei (2015–2018)

- Gwinea Bissau
  - Prezydent – José Mário Vaz, Prezydenci Gwinei Bissau (od 2014)
  - Premier –
    1. Carlos Correia, Premierzy Gwinei Bissau (2015–2016)
    2. Baciro Djá, Premierzy Gwinei Bissau (2016)
    3. Umaro Sissoco Embaló, Premierzy Gwinei Bissau (2016–2018)

- Gwinea Równikowa
  - Prezydent – Teodoro Obiang Nguema Mbasogo, Prezydenci Gwinei Równikowej (od 1979)
  - Premier –
    1. Vicente Ehate Tomi, Premierzy Gwinei Równikowej (2012–2016)
    2. Francisco Pascual Obama Asue, Premierzy Gwinei Równikowej (od 2016)

- Kamerun
  - Prezydent – Paul Biya, Prezydenci Kamerunu (od 1982)
  - Premier – Philémon Yang, Premierzy Kamerunu (2009–2019)

- Kenia
  - Prezydent – Uhuru Kenyatta, Prezydenci Kenii (od 2013)

- Komory
  - Prezydent –
    1. Ikililou Dhoinine, Prezydenci Komorów (2011–2016)
    2. Azali Assoumani, Prezydenci Komorów (od 2016)

- Kongo
  - Prezydent – Denis Sassou-Nguesso, Prezydenci Konga (od 1997)
  - Premier – Clément Mouamba, Premierzy Konga (od 2016) od 23 kwietnia

- Lesotho
  - Król – Letsie III, Królowie Lesotho (od 1996)
  - Premier – Bethuel Pakalitha Mosisili, Premierzy Lesotho (2015–2017)

- Liberia
  - Prezydent – Ellen Johnson-Sirleaf, Prezydenci Liberii (2006–2018)

- Libia
  - Głowa państwa –
    - Akila Salih Isa, Przewodniczący Izby Reprezentantów (od 2014) w opozycji do as-Sarradża od 30 marca 2016
    - Fajiz as-Sarradż, Przewodniczący Rady Prezydenckiej (od 2016) 12 – 30 marca 2016 na emigracji w Tunisie, od 30 marca 2016 w Trypolisie
    - Nuri Abu Sahmajn, Przewodniczący Powszechnego Kongresu Narodowego (2014–2016) 5 kwietnia 2016 Powszechny Kongres Narodowy został rozwiązany

  - Premier –
    - Abd Allah as-Sani, Premierzy Libii (od 2014) uznawany przez społeczność międzynarodową do marca 2016
    - Chalifa al-Ghuwajl, Premier Rządu Powszechnego Kongresu Narodowego (2015–2016) opozycyjny rząd w Trypolisie do 5 kwietnia 2016
    - Fajiz as-Sarradż, Premierzy Libii (od 2016) 12 – 30 marca 2016 na emigracji w Tunisie, od 30 marca 2016 w Trypolisie

- Madagaskar
  - Prezydent – Hery Rajaonarimampianina, Prezydenci Madagaskaru (2014–2018)
  - Premier –
    1. Jean Ravelonarivo, Premierzy Madagaskaru (2015–2016)
    2. Olivier Mahafaly Solonandrasana, Premierzy Madagaskaru (2016–2018)

- Majotta (departament zamorski Francji)
  - Prefekt –
    1. Seymour Morsy, Prefekci Majotty (2014–2016)
    2. Bruno André, P.o. prefekta Majotty (2016)
    3. Frédéric Veau, Prefekci Majotty (od 2016)

  - Szef rządu – Soibahadine Ibrahim Ramadani, Przewodniczący Rady Departamentalnej Majotty (od 2015)

- Malawi
  - Prezydent – Peter Mutharika, Prezydenci Malawi (od 2014)

- Mali
  - Prezydent – Ibrahim Boubacar Keïta, Prezydenci Mali (2013–2020)
  - Premier – Modibo Keïta, Premierzy Mali (2015–2017)

- Maroko
  - Król – Muhammad VI, Królowie Maroka (od 1999)
  - Premier – Abdelilah Benkirane, Premierzy Maroka (2011–2017)
  -  Sahara Zachodnia (państwo nieuznawane)
    - Prezydent –
      1. Muhammad Abd al-Aziz, Prezydenci Sahary Zachodniej (1976–2016)
      2. Chatri ad-Dauh, P.o. prezydenta Sahary Zachodniej (2016)
      3. Ibrahim Ghali, Prezydenci Sahary Zachodniej (od 2016)

    - Premier – Abd al-Kadir Talib Umar, Premierzy Sahary Zachodniej (2003–2018)

- Mauretania
  - Prezydent – Muhammad uld Abd al-Aziz, Prezydenci Mauretanii (2009–2019)
  - Premier – Jahja wuld Haddamin, Premierzy Mauretanii (2014–2018)

- Mauritius
  - Prezydent – Ameenah Gurib-Fakim, Prezydenci Mauritiusa (od 2015)
  - Premier – Anerood Jugnauth, Premierzy Mauritiusa (2014–2017)

- Mozambik
  - Prezydent – Filipe Nyusi, Prezydenci Mozambiku (od 2015)
  - Premier – Carlos Agostinho do Rosário, Premierzy Mozambiku (2015–2022)

- Namibia
  - Prezydent – Hage Geingob, Prezydenci Namibii (od 2015)
  - Premier – Saara Kuugongelwa-Amadhila, Premierzy Namibii (od 2015)

- Niger
  - Prezydent – Mahamadou Issoufou, Prezydenci Nigru (2011–2021)
  - Premier – Brigi Rafini, Premierzy Nigru (2011–2021)

- Nigeria
  - Prezydent –
    1. Muhammadu Buhari, Prezydenci Nigerii (2015–2023)
    2. Yemi Osinbajo, P.o. prezydenta Nigerii (2016) od 6 do 19 czerwca pod nieobecność M. Buhariego

- Południowa Afryka
  - Prezydent – Jacob Zuma, Prezydenci Południowej Afryki (2009–2018)

- Republika Środkowoafrykańska
  - Prezydent –
    1. Catherine Samba-Panza, p.o. prezydenta Republiki Środkowoafrykańskiej (2014–2016)
    2. Faustin-Archange Touadéra, Prezydenci Republiki Środkowoafrykańskiej (od 2016)

  - Premier –
    1. Mahamat Kamoun, Premierzy Republiki Środkowoafrykańskiej (2014–2016)
    2. Simplice Sarandji, Premierzy Republiki Środkowoafrykańskiej (2016–2019)

- Republika Zielonego Przylądka
  - Prezydent – Jorge Carlos Fonseca, Prezydenci Republiki Zielonego Przylądka (2011–2021)
  - Premier –
    1. José Maria Neves, Premierzy Republiki Zielonego Przylądka (2001–2016)
    2. Ulisses Correia e Silva, Premierzy Republiki Zielonego Przylądka (od 2016)

- Reunion (departament zamorski Francji)
  - Prefekt – Dominique Sorain, Prefekci Reunionu (2014–2017)
  - Przewodniczący Rady Departamentalnej – Nassimah Dindar, Przewodniczący Rady Departamentalnej (od 2015)
  - Przewodniczący Rady Regionalnej – Didier Robert, Przewodniczący Rady Regionalnej Reunionu (od 2010)

- Rwanda
  - Prezydent – Paul Kagame, Prezydenci Rwandy (od 2000)
  - Premier – Anastase Murekezi, Premierzy Rwandy (2014–2017)

- Senegal
  - Prezydent – Macky Sall, Prezydenci Senegalu (od 2012)
  - Premier – Mohamed Dionne, Premierzy Senegalu (2014–2019)

- Seszele
  - Prezydent –
    1. James Michel, Prezydenci Seszeli (2004–2016)
    2. Danny Faure, Prezydenci Seszeli (od 2016)

- Sierra Leone
  - Prezydent – Ernest Bai Koroma, Prezydenci Sierra Leone (2007–2018)

- Somalia
  - Prezydent – Hassan Sheikh Mohamud, Prezydenci Somalii (2012–2017)
  - Premier – Omar Abdirashid Ali Sharmarke, Premierzy Somalii (2014–2017)
  -  Somaliland (państwo nieuznawane)
    - Prezydent – Ahmed M. Mahamoud Silanyo, Prezydenci Somalilandu (2010–2017)

  -  Puntland (autonomiczna republika w ramach Somalii)
    - Prezydent – Abdiweli Mohamed Ali, Prezydenci Puntlandu (2014–2019)

  -  Galmudug (autonomiczna republika w ramach Somalii)
    - Prezydent – Abdikarim Husajn Guled, Prezydenci Galmudugu (2015–2017)

- Suazi
  - Król – Mswati III, Królowie Suazi (od 1986)
  - Premier – Barnabas Sibusiso Dlamini, Premierzy Suazi (od 2008)

- Sudan
  - Prezydent – Umar al-Baszir, Prezydenci Sudanu (od 1989)

- Sudan Południowy
  - Prezydent – Salva Kiir Mayardit, Prezydenci Sudanu Południowego (od 2005)

- Tanzania
  - Prezydent – John Magufuli, Prezydenci Tanzanii (od 2015)
  - Premier – Kassim Majaliwa, Premierzy Tanzanii (od 2015)

- Togo
  - Prezydent – Faure Gnassingbé, Prezydenci Togo (od 2005)
  - Premier – Komi Sélom Klassou, Premierzy Togo (od 2015)

- Tunezja
  - Prezydent – Al-Badżi Ka’id as-Sibsi, prezydenci Tunezji (2014–2019)
  - Premier –
    1. Al-Habib as-Sid, Premierzy Tunezji (2015–2016)
    2. Jusuf asz-Szahid, Premierzy Tunezji (od 2016)

- Uganda
  - Prezydent – Yoweri Museveni, Prezydenci Ugandy (od 1986)
  - Premier – Ruhakana Rugunda, Premierzy Ugandy (od 2014)

- Wybrzeże Kości Słoniowej
  - Prezydent – Alassane Ouattara, Prezydenci Wybrzeża Kości Słoniowej (od 2010)
  - Premier – Daniel Kablan Duncan, Premierzy Wybrzeża Kości Słoniowej (2012–2017)

- Wyspa Świętej Heleny, Wyspa Wniebowstąpienia i Tristan da Cunha (terytorium zamorskie Wielkiej Brytanii)
  - Gubernator –
    1. Mark Andrew Capes, Gubernatorzy Wyspy Świętej Heleny, Wyspy Wniebowstąpienia i Tristan da Cunha (2011–2016)
    2. Sean Burns, P.o. gubernatora Wyspy Świętej Heleny, Wyspy Wniebowstąpienia i Tristan da Cunha (2016)
    3. Lisa Phillips, Gubernatorzy Wyspy Świętej Heleny, Wyspy Wniebowstąpienia i Tristan da Cunha (2016–2019)

- Wyspy Świętego Tomasza i Książęca
  - Prezydent –
    1. Manuel Pinto da Costa, Prezydenci Wysp Świętego Tomasza i Książęcej (2011–2016)
    2. Evaristo Carvalho, Prezydenci Wysp Świętego Tomasza i Książęcej (2016–2021)

  - Premier – Patrice Trovoada, Premierzy Wysp Świętego Tomasza i Książęcej (od 2014)

- Zambia
  - Prezydent – Edgar Lungu, Prezydenci Zambii (2015–2021)

- Zimbabwe
  - Prezydent – Robert Mugabe, Prezydenci Zimbabwe (1987–2017)

## Azja
- Afganistan
  - Prezydent – Aszraf Ghani, Prezydenci Afganistanu (2014–2021)
  - Szef rządu – Abdullah Abdullah, Szefowie rządu Afganistanu (2014–2020)

- Akrotiri (brytyjska suwerenna baza wojskowa w południowej części Cypru)
  - Administrator – Michael Wigston, Administratorzy Akrotiri i Dhekelii (od 2015)

- Arabia Saudyjska
  - Król – Salman ibn Abd al-Aziz Al Su’ud, Królowie Arabii Saudyjskiej (od 2015)

- Armenia
  - Prezydent – Serż Sarkisjan, Prezydenci Armenii (2008–2018)
  - Premier –
    1. Howik Abrahamian, Premierzy Armenii (2014–2016)
    2. Karen Karapetian, Premierzy Armenii (2016–2018)

- Azerbejdżan
  - Prezydent – İlham Əliyev, Prezydenci Azerbejdżanu (od 2003)
  - Premier – Artur Rasizadə, Premierzy Azerbejdżanu (2003–2018)
  -  Górski Karabach (państwo nieuznawane)
    - Prezydent – Bako Sahakian, Prezydenci Górskiego Karabachu (od 2007)
    - Premier – Arajik Harutiunian, Premierzy Górskiego Karabachu (od 2007)

- Bahrajn
  - Król – Hamad ibn Isa Al Chalifa, Królowie Bahrajnu (od 1999)
  - Premier – Chalifa ibn Salman Al Chalifa, premier Bahrajnu (1971–2020)

- Bangladesz
  - Prezydent – Abdul Hamid, Prezydenci Bangladeszu (od 2013)
  - Premier – Sheikh Hasina Wajed, Premierzy Bangladeszu (od 2009)

- Bhutan
  - Król – Jigme Khesar Namgyel Wangchuck, Królowie Bhutanu (od 2006)
  - Premier – Tshering Tobgay, Premierzy Bhutanu (od 2013)

- Brunei
  - Sułtan – Hassanal Bolkiah, Sułtani Brunei (od 1967)

- Chiny
  - Sekretarz generalny KPCh – Xi Jinping, Sekretarze Generalni Komunistycznej Partii Chin (od 2012)
  - Przewodniczący ChRL – Xi Jinping, Przewodniczący Chińskiej Republiki Ludowej (od 2013)
  - Premier – Li Keqiang, Premierzy Chińskiej Republiki Ludowej (od 2013)
  - Przewodniczący CKW KC KPCh – Xi Jinping, Przew. Centralnej Komisji Wojskowej Komitetu Centralnego KPCh (od 2012)

- Cypr
  - Prezydent – Nikos Anastasiadis, Prezydenci Cypru (od 2013)
  -  Cypr Północny (państwo nieuznawane)
    - Prezydent – Mustafa Akıncı, Prezydenci Cypru Północnego (od 2015)
    - Premier –
      1. Ömer Kalyoncu, Premierzy Cypru Północnego (2015–2016)
      2. Hüseyin Özgürgün, Premierzy Cypru Północnego (od 2016)

- Dhekelia (brytyjska suwerenna baza wojskowa w południowo-wschodniej części Cypru)
  - Administrator – Michael Wigston, Administratorzy Akrotiri i Dhekelii (od 2015)

- Filipiny
  - Prezydent –
    1. Benigno Aquino, Prezydenci Filipin (2010–2016)
    2. Rodrigo Duterte, Prezydenci Filipin (2016–2022)

- Gruzja
  - Prezydent – Giorgi Margwelaszwili, Prezydenci Gruzji (2013–2018)
  - Premier – Giorgi Kwirikaszwili, Premierzy Gruzji (2015–2018)
  -  Abchazja (państwo nieuznawane)
    - Prezydent – Raul Chadżymba, Prezydenci Abchazji (od 2014)
    - Premier –
      1. Artur Mikwabija, Premierzy Abchazji (2015–2016)
      2. Szamil Adzynba, P.o. premiera Abchazji (2016)
      3. Biesłan Barcyc, Premierzy Abchazji (od 2016)

  -  Osetia Południowa (państwo nieuznawane)
    - Prezydent – Leonid Tibiłow, Prezydenci Osetii Południowej (2012–2017)
    - Premier – Domienti Kułumbiegow, Premierzy Osetii Południowej (od 2014)

- Indie
  - Prezydent – Pranab Mukherjee, Prezydenci Indii (2012–2017)
  - Premier – Narendra Modi, Premierzy Indii (od 2014)

- Indonezja
  - Prezydent – Joko Widodo, prezydenci Indonezji (od 2014)

- Irak
  - Prezydent – Muhammad Fu’ad Masum Haurami, Prezydenci Iraku (2014–2018)
  - Premier – Hajdar Dżawad al-Abadi, Premierzy Iraku (2014–2018)
  -  Państwo Islamskie (państwo nieuznawane) także w Syrii
    - Kalif – Abu Bakr al-Baghdadi, Kalifowie Państwa Islamskiego (2014–2019)

- Iran
  - Najwyższy przywódca – Ali Chamenei, Najwyżsi przywódcy Iranu (od 1989)
  - Prezydent – Hasan Rouhani, Prezydenci Iranu (2013–2021)

- Izrael
  - Prezydent – Re’uwen Riwlin, Prezydent Izraela (2014–2021)
  - Premier – Binjamin Netanjahu, Premierzy Izraela (2009–2021)
  -  Palestyna (państwo nieuznawane)
    - Prezydent – Mahmud Abbas, Prezydenci Autonomii Palestyńskiej (od 2005)
    - Premier – Rami Hamd Allah, Premierzy Autonomii Palestyńskiej (2013–2019)

- Japonia
  - Cesarz – Akihito, Cesarze Japonii (1989–2019)
  - Premier – Shinzō Abe, Premierzy Japonii (od 2012)

- Jemen
  - Prezydent – Abd Rabbuh Mansur Hadi, Prezydenci Jemenu (2012–2015 i ponownie od 2015)
  - Premier –
    1. Chalid Bahah, Premierzy Jemenu (2014–2015 i ponownie 2015–2016)
    2. Ahmad Ubajd ibn Daghr, Premierzy Jemenu (od 2016)

  - Naczelny Komitet Rewolucyjny Jemenu
    - Głowa Państwa –
      1. Muhammad Ali al-Husi, Przewodniczący Naczelnego Komitetu Rewolucyjnego Jemenu (2015–2016)
      2. Salih Ali as-Samad, Przewodniczący Najwyższej Rady Politycznej Jemenu (od 2016)

    - Premier –

1. Talal Aklan, P.o. premiera Jemenu (2016)
2. Abdel Aziz bin Habtour, Premier Jemenu (od 2016)

- Jordania
  - Król – Abdullah II, Królowie Jordanii (od 1999)
  - Premier –
    1. Abd Allah an-Nusur, Premierzy Jordanii (2012–2016)
    2. Hani al-Mulki, Premierzy Jordanii (od 2016)

- Kambodża
  - Król – Norodom Sihamoni, Królowie Kambodży (od 2004)
  - Premier – Hun Sen, Premierzy Kambodży (1985–2023)

- Katar
  - Emir – Tamim ibn Hamad Al Sani, Emirowie Kataru (od 2013)
  - Premier – Abd Allah ibn Nasir ibn Chalifa Al Sani, Premierzy Kataru (od 2013)

- Kazachstan
  - Prezydent – Nursułtan Nazarbajew, Prezydenci Kazachstanu (1990–2019)
  - Premier –
    1. Karim Masimow, Premierzy Kazachstanu (2014–2016)
    2. Bakytżan Sagintajew, Premierzy Kazachstanu (2016–2019)

- Kirgistan
  - Prezydent – Ałmazbek Atambajew, Prezydenci Kirgistanu (2011–2017)
  - Premier –
    1. Temir Sarijew, Premierzy Kirgistanu (2015–2016)
    2. Sooronbaj Dżeenbekow, Premierzy Kirgistanu (2016–2017)

- Korea Południowa
  - Prezydent –
    1. Park Geun-hye, Prezydenci Korei Południowej (2013–2017)
    2. Hwang Kyo-ahn, P.o. prezydenta Korei Południowej (od 2016) w zastępstwie Park Geun-hye

  - Premier – Hwang Kyo-ahn, Premierzy Korei Południowej (2015–2017)

- Korea Północna
  - Szef partii komunistycznej – Kim Dzong Un, Pierwszy Sekretarz Partii Pracy Korei (od 2011)
  - Głowa państwa – Kim Yŏng Nam, Przewodniczący Prezydium Najwyższego Zgromadzenia Ludowego KRLD (1998–2019)
  - Premier – Pak Pong Ju, Premierzy Korei Północnej (2013–2019)

- Kuwejt
  - Emir – Sabah al-Ahmad al-Dżabir as-Sabah, Emirowie Kuwejtu (od 2006)
  - Premier – Dżabir Mubarak al-Hamad as-Sabah, Premierzy Kuwejtu (2011–2019)

- Laos
  - Sekretarz Generalny KC LPL-R –
    1. Choummaly Sayasone, Sekretarze Generalni Komitetu Centralnego Laotańskiej Partii Ludowo-Rewolucyjnej (2006–2016)
    2. Boungnang Vorachith, Sekretarze Generalni Komitetu Centralnego Laotańskiej Partii Ludowo-Rewolucyjnej (od 2016)

  - Prezydent –
    1. Choummaly Sayasone, Prezydenci Laosu (2006–2016)
    2. Boungnang Vorachith, Prezydenci Laosu (od 2016)

  - Premier –
    1. Thongsing Thammavong, Premierzy Laosu (2010–2016)
    2. Thongloun Sisoulith, Premierzy Laosu (od 2016)

- Liban
  - Prezydent –
    1. Tammam Salam, P.o. prezydenta Libanu (2014–2016)
    2. Michel Aoun, Prezydenci Libanu (od 2016)

  - Premier –
    1. Tammam Salam, Premierzy Libanu (2014–2016)
    2. Sad al-Hariri, Premierzy Libanu (od 2016)

- Malediwy
  - Prezydent – Abdullah Jamin, Prezydenci Malediwów (od 2013)

- Malezja
  - Monarcha –
    1. Tuanku Abdul Halim, Yang di-Pertuan Agong Malezji (2011–2016)
    2. Muhammad V Faris Petra, Yang di-Pertuan Agong Malezji (2016–2019)

  - Premier – Najib Tun Razak, Premierzy Malezji (2009–2018)

- Mjanma
  - Prezydent –
    1. Thein Sein, Prezydenci Mjanmy (2011–2016)
    2. Htin Kyaw, Prezydenci Mjanmy (od 2016)

  - Premier – Aung San Suu Kyi, Premierzy Mjanmy (2016–2021) od 6 kwietnia

- Mongolia
  - Prezydent – Cachiagijn Elbegdordż, Prezydenci Mongolii (2009–2017)
  - Premier –
    1. Czimedijn Sajchanbileg, Premierzy Mongolii (2014–2016)
    2. Dżargaltulgyn Erdenbat, Premierzy Mongolii (2016–2017)

- Nepal
  - Prezydent – Bidhya Devi Bhandari, Prezydenci Nepalu (od 2015)
  - Premier –
    1. Khadga Prasad Sharma Oli, Premierzy Nepalu (2015–2016)
    2. Pushpa Kamal Dahal, Premierzy Nepalu (2016–2017)

- Oman
  - Sułtan – Kabus ibn Sa’id, Sułtani Omanu (od 1970)

- Pakistan
  - Prezydent – Mamnun Husajn, Prezydenci Pakistanu (2013–2018)
  - Premier – Nawaz Sharif, Premierzy Pakistanu (2013–2017)

- Singapur
  - Prezydent – Tony Tan Keng Yam, Prezydenci Singapuru (2011–2017)
  - Premier – Lee Hsien Loong, Premierzy Singapuru (od 2004)

- Sri Lanka
  - Prezydent – Maithripala Sirisena, Prezydenci Sri Lanki (od 2015)
  - Premier – Ranil Wickremesinghe, Premierzy Sri Lanki (od 2015)

- Syria
  - Prezydent – Baszszar al-Asad, Prezydenci Syrii (od 2000)
  - Premier –
    1. Wa’il al-Halki, Premierzy Syrii (2012–2016)
    2. Imad Chamis, Premierzy Syrii (od 2016)

    -  Syryjska Koalicja Narodowa na rzecz Opozycji i Sił Rewolucyjnych
      - Prezydent –
        1. Chaled Chodża, Przewodniczący Syryjskiej Koalicji Narodowej na rzecz Opozycji i Sił Rewolucyjnych (2015–2016)
        2. Anas al-Abda, Przewodniczący Syryjskiej Koalicji Narodowej na rzecz Opozycji i Sił Rewolucyjnych (od 2016)

      - Premier –
        1. Ahmad Salih Tuma, Premierzy powstańczej Syryjskiej Koalicji Narodowej (2013–2016)
        2. Dżawad Abu Hatab, Premierzy powstańczej Syryjskiej Koalicji Narodowej (2016–2019)

- Tadżykistan
  - Prezydent – Emomali Rahmon, Prezydenci Tadżykistanu (od 1992)
  - Premier – Kohir Rasulzoda, Premierzy Tadżykistanu (od 2013)

- Tajlandia
  - Król –
    1. Bhumibol Adulyadej, Królowie Tajlandii (1946–2016)
    2. Maha Vajiralongkorn, Królowie Tajlandii (od 2016)

  - Regent – Prem Tinsulanonda, Królowie Tajlandii (2016)
  - Premier – Prayuth Chan-ocha, Premierzy Tajlandii (od 2014) szef Narodowej Rady Pokoju i Utrzymania Porządku

- Tajwan (państwo częściowo uznawane)
  - Prezydent –
    1. Ma Ying-jeou, Prezydenci Republiki Chińskiej (2008–2016)
    2. Tsai Ing-wen, Prezydenci Republiki Chińskiej (od 2016)

  - Premier –
    1. Mao Chi-kuo, Premierzy Republiki Chińskiej (2014–2016)
    2. Chang San-cheng, Premierzy Republiki Chińskiej (2016)
    3. Lin Chuan, Premierzy Republiki Chińskiej (2016–2017)

- Timor Wschodni
  - Prezydent – Taur Matan Ruak, Prezydenci Timoru Wschodniego (2012–2017)
  - Premier – Rui Maria de Araújo, Premierzy Timoru Wschodniego (2015–2017)

- Turcja
  - Prezydent – Recep Tayyip Erdoğan, prezydenci Turcji (od 2014)
  - Premier –
    1. Ahmet Davutoğlu, Premierzy Turcji (2014–2016)
    2. Binali Yıldırım, Premierzy Turcji (2016–2018)

- Turkmenistan
  - Prezydent – Gurbanguly Berdimuhamedow, Prezydenci Turkmenistanu (2006–2022)

- Uzbekistan
  - Prezydent –
    1. Islom Karimov, Prezydenci Uzbekistanu (1990–2016)
    2. Nigʻmatilla Yoʻldoshev, P.o. prezydenta Uzbekistanu (2016)
    3. Shavkat Mirziyoyev, Prezydenci Uzbekistanu (od 2016)

  - Premier –
    1. Shavkat Mirziyoyev, Premierzy Uzbekistanu (2003–2016)
    2. Abdulla Aripov, Premierzy Uzbekistanu (od 2016)

- Wietnam
  - Sekretarz Generalny KC KPW – Nguyễn Phú Trọng, Sekretarze Generalni Komitetu Centralnego Komunistycznej Partii Wietnamu (od 2011)
  - Prezydent –
    1. Trương Tấn Sang, Prezydenci Wietnamu (2011–2016)
    2. Trần Đại Quang, Prezydenci Wietnamu (2016–2018)

  - Premier –
    1. Nguyễn Tấn Dũng, Premierzy Wietnamu (2006–2016)
    2. Nguyễn Xuân Phúc, Premierzy Wietnamu (2016–2021)

- Zjednoczone Emiraty Arabskie
  - Prezydent – Chalifa ibn Zajid Al Nahajjan, Prezydenci Zjednoczonych Emiratów Arabskich (2004–2022)
  - Premier – Muhammad ibn Raszid Al Maktum, Premierzy Zjednoczonych Emiratów Arabskich (od 2006)

## Europa
- Albania
  - Prezydent – Bujar Nishani, Prezydenci Albanii (2012–2017)
  - Premier – Edi Rama, Premierzy Albanii (od 2013)

- Andora
  - Monarchowie
    - Współksiążę francuski – François Hollande, Współksiążę francuski Andory (2012–2017)
      - Przedstawiciel –
        1. Thierry Lataste (2015–2016)
        2. Jean-Pierre Hugues (2016–2017)

    - Współksiążę episkopalny – Joan Enric Vives Sicília, Współksiążę episkopalny Andory (od 2003)
      - Przedstawiciel – Josep Maria Mauri (od 2012)

  - Premier – Antoni Martí, Premierzy Andory (2015–2019)

- Austria
  - Prezydent –
    1. Heinz Fischer, Prezydenci Austrii (2004–2016)
    2. Doris Bures, Karlheinz Kopf i Norbert Hofer, P.o. prezydenta Austrii (2016–2017)

  - Kanclerz –
    1. Werner Faymann, Kanclerze Austrii (2008–2016)
    2. Reinhold Mitterlehner, P.o. kanclerza Austrii (2016)
    3. Christian Kern, Kanclerze Austrii (2016–2017)

- Belgia
  - Król – Filip I, Królowie Belgów (od 2013)
  - Premier – Charles Michel, Premierzy Belgii (2014–2019)

- Białoruś
  - Prezydent – Alaksandr Łukaszenka, Prezydenci Białorusi (od 1994)
  - Premier – Andriej Kobiakow, Premierzy Białorusi (2014–2018)

- Bośnia i Hercegowina
  - Głowa państwa – Prezydium Republiki Bośni i Hercegowiny
    - przedstawiciel Serbów – Mladen Ivanić (2014–2018), Przewodniczący Prezydium Republiki Bośni i Hercegowiny (2016–2017)
    - przedstawiciel Chorwatów – Dragan Čović (2014–2018), Przewodniczący Prezydium Republiki Bośni i Hercegowiny (2015–2016)
    - przedstawiciel Boszniaków – Bakir Izetbegović (2010–2018), Przewodniczący Prezydium Republiki Bośni i Hercegowiny (2016)

  - Premier – Denis Zvizdić, Premierzy Bośni i Hercegowiny (od 2015)
  - Wysoki Przedstawiciel – Valentin Inzko, Wysoki Przedstawiciel dla Bośni i Hercegowiny (od 2009)

- Bułgaria
  - Prezydent – Rosen Plewneliew, Prezydenci Bułgarii (2012–2017)
  - Premier – Bojko Borisow, Premierzy Bułgarii (2014–2017)

- Chorwacja
  - Prezydent – Kolinda Grabar-Kitarović, Prezydenci Chorwacji (2015–2020)
  - Premier –
    1. Zoran Milanović, Premierzy Chorwacji (2011–2016)
    2. Tihomir Orešković, Premierzy Chorwacji (2016)
    3. Andrej Plenković, Premierzy Chorwacji (2016–2020)

- Czarnogóra
  - Prezydent – Filip Vujanović, Prezydenci Czarnogóry (2003–2018)
  - Premier –
    1. Milo Đukanović, Premierzy Czarnogóry (2012–2016)
    2. Duško Marković, Premierzy Czarnogóry (2016–2020)

- Czechy
  - Prezydent – Miloš Zeman, Prezydenci Czech (2013–2023)
  - Premier – Bohuslav Sobotka, Premierzy Czech (2014–2017)

- Dania
  - Król – Małgorzata II, Królowie Danii (1972–2024)
  - Premier – Lars Løkke Rasmussen, Premierzy Danii (2015–2019)
  -  Wyspy Owcze (Autonomiczne terytorium Królestwa Danii)
    - Królewski administrator – Dan Michael Knudsen, Królewscy administratorzy Wysp Owczych (od 2008)
    - Premier – Aksel V. Johannesen, Premierzy Wysp Owczych (2015–2019)

- Estonia
  - Prezydent –
    1. Toomas Hendrik Ilves, Prezydenci Estonii (2006–2016)
    2. Kersti Kaljulaid, Prezydenci Estonii (2016–2021)

  - Premier –
    1. Taavi Rõivas, Premierzy Estonii (2014–2016)
    2. Jüri Ratas, Premierzy Estonii (2016–2021)

- Finlandia
  - Prezydent – Sauli Niinistö, Prezydenci Finlandii (2012–2024)
  - Premier – Juha Sipilä, Premierzy Finlandii (2015–2019)

- Francja
  - Prezydent – François Hollande, prezydenci Francji (2012–2017)
  - Premier –
    1. Manuel Valls, Premierzy Francji (2014–2016)
    2. Bernard Cazeneuve, Premierzy Francji (2016–2017)

- Grecja
  - Prezydent – Prokopis Pawlopulos, Prezydenci Grecji (2015–2020)
  - Premier – Aleksis Tsipras, Premierzy Grecji (2015–2019)

- Hiszpania
  - Król – Filip VI, Królowie Hiszpanii (od 2014)
  - Premier – Mariano Rajoy, Premierzy Hiszpanii (2011–2018)

- Holandia
  - Król – Wilhelm Aleksander, Królowie Niderlandów (od 2013)
  - Premier – Mark Rutte, Premierzy Holandii (2010–2024)

- Irlandia
  - Prezydent – Michael D. Higgins, Prezydenci Irlandii (od 2011)
  - Premier – Enda Kenny, Premierzy Irlandii (2011–2017)

- Islandia
  - Prezydent –
    1. Ólafur Ragnar Grímsson, Prezydenci Islandii (1996–2016)
    2. Guðni Th. Jóhannesson, Prezydenci Islandii (od 2016)

  - Premier –
    1. Sigmundur Davíð Gunnlaugsson, Premierzy Islandii (2013–2016)
    2. Sigurður Ingi Jóhannsson, Premierzy Islandii (2016–2017)

- Liechtenstein
  - Książę – Jan Adam II, Książęta Liechtensteinu (od 1989)
  - Regent – Alojzy (od 2004)
  - Premier – Adrian Hasler, Premierzy Liechtensteinu (2013–2021)

- Litwa
  - Prezydent – Dalia Grybauskaitė, Prezydenci Litwy (2009–2019)
  - Premier –
    1. Algirdas Butkevičius, Premierzy Litwy (2012–2016)
    2. Saulius Skvernelis, Premierzy Litwy (2016–2020)

- Luksemburg
  - Wielki książę – Henryk, Wielcy książęta Luksemburga (od 2000)
  - Premier – Xavier Bettel, Premierzy Luksemburga (2013–2023)

- Łotwa
  - Prezydent – Raimonds Vējonis, Prezydenci Łotwy (2015–2019)
  - Premier –
    1. Laimdota Straujuma, Premierzy Łotwy (2014–2016)
    2. Māris Kučinskis, Premierzy Łotwy (2016–2019)

- Macedonia
  - Prezydent – Ǵorge Iwanow, Prezydenci Macedonii (2009–2019)
  - Premier –
    1. Nikoła Gruewski, Premierzy Macedonii (2006–2016)
    2. Emił Dimitriew, Premierzy Macedonii (2016–2017)

- Malta
  - Prezydent – Marie-Louise Coleiro Preca, Prezydenci Malty (2014–2019)
  - Premier – Joseph Muscat, Premierzy Malty (2013–2020)

- Mołdawia
  - Prezydent –
    1. Nicolae Timofti, Prezydenci Mołdawii (2012–2016)
    2. Igor Dodon, Prezydenci Mołdawii (2016–2020)

  - Premier –
    1. Gheorghe Brega, p.o. premiera Mołdawii (2015–2016)
    2. Pavel Filip, premier Mołdawii (2016–2019)

  -  Naddniestrze (państwo nieuznawane)
    - Prezydent –
      1. Jewgienij Szewczuk, Prezydenci Naddniestrza (2011–2016)
      2. Wadim Krasnosielski, Prezydenci Naddniestrza (od 2016)

    - Premier –
      1. Pawieł Prokudin, Premierzy Naddniestrza (2015–2016)
      2. Aleksandr Martynow, Premierzy Naddniestrza (od 2016)

- Monako
  - Książę – Albert II, Książęta Monako (od 2005)
  - Minister stanu –
    1. Michel Roger, Ministrowie stanu Monako (2010–2016)
    2. Serge Telle, Ministrowie stanu Monako (od 2016)

- Niemcy
  - Prezydent – Joachim Gauck, prezydenci Niemiec (2012–2017)
  - Kanclerz – Angela Merkel, Kanclerze Niemiec (2005–2021)

- Norwegia
  - Król – Harald V, Królowie Norwegii (od 1991)
  - Premier – Erna Solberg, Premierzy Norwegii (2013–2021)

- Polska
  - Prezydent – Andrzej Duda, prezydenci Polski (2015–2025)
  - Premier – Beata Szydło, Premierzy Polski (2015–2017)

- Portugalia
  - Prezydent –
    1. Aníbal Cavaco Silva, prezydenci Portugalii (2006–2016)
    2. Marcelo Rebelo de Sousa, prezydenci Portugalii (od 2016)

  - Premier – António Costa, Premierzy Portugalii (2015–2024)

- Rosja
  - Prezydent – Władimir Putin, Prezydenci Rosji (od 2012)
  - Premier – Dmitrij Miedwiediew, Premierzy Rosji (2012–2020)

- Rumunia
  - Prezydent – Klaus Iohannis, Prezydenci Rumunii (2014–2025)
  - Premier – Dacian Cioloș, Premierzy Rumunii (2015–2017)

- San Marino
  - Kapitanowie regenci –
    1. Lorella Stefanelli i Nicola Renzi, Kapitanowie regenci San Marino (2015–2016)
    2. Gian Nicola Berti i Massimo Ugolini, Kapitanowie regenci San Marino (2016)
    3. Marino Riccardi i Fabio Berardi, Kapitanowie regenci San Marino (2016–2017)

  - Szef rządu –
    1. Pasquale Valentini, Sekretarze Stanu do spraw Politycznych i Zagranicznych San Marino (2012–2016)
    2. Nicola Renzi, Sekretarze Stanu do spraw Politycznych i Zagranicznych San Marino (od 2016)

- Serbia
  - Prezydent – Tomislav Nikolić, Prezydenci Serbii (2012–2017)
  - Premier – Aleksandar Vučić, Premierzy Serbii (2014–2017)
  -  Kosowo (państwo częściowo uznawane pod zarządem ONZ)
    - Prezydent –
      1. Atifete Jahjaga, Prezydenci Kosowa (2011–2016)
      2. Hashim Thaçi, Prezydenci Kosowa (2016–2020)

    - Premier – Isa Mustafa, Premierzy Kosowa (2014–2017)
    - Specjalny Przedstawiciel – Zahir Tanin, Specjalni Przedstawiciele Sekretarza Generalnego ONZ w Kosowie (od 2015)

- Słowacja
  - Prezydent – Andrej Kiska, Prezydenci Słowacji (2014–2019)
  - Premier – Robert Fico, Premierzy Słowacji (2012–2018)

- Słowenia
  - Prezydent – Borut Pahor, Prezydenci Słowenii (2012–2022)
  - Premier – Miro Cerar, Premierzy Słowenii (2014–2018)

- Szwajcaria
  - Rada Związkowa – Doris Leuthard (od 2006), Ueli Maurer (od 2009), Didier Burkhalter (od 2009), Johann Schneider-Ammann (od 2010, prezydent), Simonetta Sommaruga (od 2010), Alain Berset (od 2012), Guy Parmelin (od 2016)

- Szwecja
  - Król – Karol XVI Gustaw, Królowie Szwecji (od 1973)
  - Premier – Stefan Löfven, Premierzy Szwecji (2014–2021)

- Ukraina
  - Prezydent – Petro Poroszenko, prezydenci Ukrainy (2014–2019)
  - Premier –
    1. Arsenij Jaceniuk, Premierzy Ukrainy (2014–2016)
    2. Wołodymyr Hrojsman, Premierzy Ukrainy (2016–2019)

    -  Ługańska Republika Ludowa (państwo nieuznawane)
      - Głowa państwa – Igor Płotnicki, Przewodniczący Ługańskiej Republiki Ludowej (od 2014)
      - Premier – Siergiej Kozłow, Premierzy Ługańskiej Republiki Ludowej (od 2015)

    -  Doniecka Republika Ludowa (państwo nieuznawane)
      - Premier – Aleksandr Zacharczenko, Premierzy Donieckiej Republiki Ludowej (od 2014)

- Unia Europejska
  - Prezydencja Rady Unii Europejskiej –
    1. Holandia (I – VI 2016)
    2. Słowacja (VII – XII 2016)

  - Przewodniczący Rady Europejskiej – Donald Tusk (2014–2019)
  - Przewodniczący Komisji Europejskiej – Jean-Claude Juncker (2014–2019)
  - Przewodniczący Parlamentu Europejskiego – Martin Schulz (2014–2017)
  - Wysoki przedstawiciel Unii do spraw zagranicznych i polityki bezpieczeństwa – Federica Mogherini (2014–2019)

- Watykan
  - Papież – Franciszek, Suweren Państwa Miasto Watykan (2013–2025)
  - Prezydent Gubernatoratu – Giuseppe Bertello, Prezydenci Papieskiej Komisji Państwa Watykańskiego (2011–2021)
  - Stolica Apostolska
    - Sekretarz stanu – Pietro Parolin, Sekretarze stanu Stolicy Apostolskiej (od 2013)

- Węgry
  - Prezydent – János Áder, Prezydent Węgier (2012–2022)
  - Premier – Viktor Orbán, Premierzy Węgier (od 2010)

- Wielka Brytania
  - Król – Elżbieta II, Królowie Zjednoczonego Królestwa (1952–2022)
  - Premier –
    1. David Cameron, Premierzy Wielkiej Brytanii (2010–2016)
    2. Theresa May, Premierzy Wielkiej Brytanii (2016–2019)

  -  Wyspa Man (Dependencja korony brytyjskiej)
    - Gubernator porucznik –
      1. Adam Wood, Gubernatorzy porucznicy Wyspy Man (2011–2016)
      2. David Doyle, P.o. gubernatora porucznika Wyspy Man (2016)
      3. Richard Gozney, Gubernatorzy porucznicy Wyspy Man (od 2016)

    - Szef ministrów –
      1. Allan Bell, Premierzy Wyspy Man (2011–2016)
      2. Howard Quayle, Premierzy Wyspy Man (od 2016)

  -  Guernsey (Dependencja korony brytyjskiej)
    - Gubernator porucznik –
      1. Richard Collas, P.o. gubernatora porucznika Guernsey (2015–2016)
      2. Ian Corder, Gubernatorzy porucznicy Guernsey (od 2016)

    - Baliw – Richard Collas, Baliwowie Guernsey (od 2012)
    - Szef ministrów – Jonathan Le Tocq, Szefowie ministrów Guernsey (2014–2016) do 1 maja 2016
    - Przewodniczący Komitetu Polityki i Zasobów – Gavin St. Pier, Przewodniczący Komitetu Polityki i Zasobów Guernsey (od 2016) od 4 maja 2016

  -  Jersey (Dependencja korony brytyjskiej)
    - Gubernator porucznik –
      1. John McColl, Gubernatorzy porucznicy Jersey (2011–2016)
      2. William Bailhache, P.o. gubernatora porucznika Jersey (2016–2017)

    - Baliw – William Bailhache, Baliwowie Jersey (od 2015)
    - Szef ministrów – Ian Gorst, Szefowie ministrów Jersey (od 2011)

  -  Gibraltar (terytorium zamorskie Wielkiej Brytanii)
    - Gubernator –
      1. Alison MacMillan, P.o. gubernatora Gibraltaru (2015–2016)
      2. Edward Davis, Gubernatorzy Gibraltaru (od 2016)

    - Szef ministrów – Fabian Picardo, Szefowie ministrów Gibraltaru (od 2011)

- Włochy
  - Prezydent – Sergio Mattarella, Prezydenci Włoch (od 2015)
  - Premier –
    1. Matteo Renzi, Premierzy Włoch (2014–2016)
    2. Paolo Gentiloni, Premierzy Włoch (2016–2018)

## Ameryka Północna
- Anguilla (terytorium zamorskie Wielkiej Brytanii)
  - Gubernator – Christina Scott, Gubernatorzy Anguilli (od 2013)
  - Szef ministrów – Victor Banks, Szefowie ministrów Anguilli (od 2015)

- Antigua i Barbuda
  - Król – Elżbieta II, Królowie Antigui i Barbudy (1981–2022)
  - Gubernator generalny – Rodney Williams, Gubernatorzy generalni Antigui i Barbudy (od 2014)
  - Premier – Gaston Browne, Premierzy Antigui i Barbudy (od 2014)

- Aruba (samorządny kraj członkowski Królestwa Niderlandów)
  - Gubernator – Fredis Refunjol, Gubernatorzy Aruby (2004–2016)
  - Premier – Mike Eman, Premierzy Aruby (2009–2017)

- Bahamy
  - Król – Elżbieta II, Królowie Bahamów (1973–2022)
  - Gubernator generalny – Marguerite Pindling, Gubernatorzy generalni Bahamów (2014–2019)
  - Premier – Perry Christie, Premierzy Bahamów (2012–2017)

- Barbados
  - Król – Elżbieta II, Królowie Barbadosu (1966–2021)
  - Gubernator generalny – Elliot Belgrave, Gubernatorzy generalni Barbadosu (2012–2017)
  - Premier – Freundel Stuart, Premierzy Barbadosu (2010–2018)

- Belize
  - Król – Elżbieta II, Królowie Belize (1981–2022)
  - Gubernator generalny – Colville Young, Gubernatorzy generalni Belize (1993–2021)
  - Premier – Dean Barrow, Premierzy Belize (2008–2020)

- Bermudy (terytorium zamorskie Wielkiej Brytanii)
  - Gubernator –
    1. George Fergusson, Gubernatorzy Bermudów (2012–2016)
    2. Ginny Ferson, P.o. gubernatora Bermudów (2016)
    3. John Rankin, Gubernatorzy Bermudów (od 2016)

  - Premier – Michael Dunkley, Premierzy Bermudów (2014–2017)

- Brytyjskie Wyspy Dziewicze (terytorium zamorskie Wielkiej Brytanii)
  - Gubernator – John Duncan, Gubernatorzy Brytyjskich Wysp Dziewiczych (2014–2017)
  - Premier – Orlando Smith, Premierzy Brytyjskich Wysp Dziewiczych (od 2011)

- Curaçao (samorządny kraj członkowski Królestwa Niderlandów)
  - Gubernator – Lucille George-Wout, Gubernatorzy Curaçao (od 2013)
  - Premier –
    1. Bernard Whiteman, Premierzy Curaçao (2015–2016)
    2. Hensley Koeiman, Premierzy Curaçao (2016–2017)

- Dominika
  - Prezydent – Charles Savarin, Prezydenci Dominiki (2013–2023)
  - Premier – Roosevelt Skerrit, Premierzy Dominiki (od 2004)

- Dominikana
  - Prezydent – Danilo Medina, Prezydenci Dominikany (2012–2020)

- Grenada
  - Król – Elżbieta II, Królowie Grenady (1974–2022)
  - Gubernator generalny – Cécile La Grenade, Gubernatorzy generalni Grenady (od 2013)
  - Premier – Keith Mitchell, Premierzy Grenady (od 2013)

- Grenlandia (autonomiczne terytorium Królestwa Danii)
  - Wysoki komisarz – Mikaela Engell, Wysocy komisarze Grenlandii (od 2011)
  - Premier – Kim Kielsen, Premierzy Grenlandii (2014–2021)

- Gwadelupa (departament zamorski Francji)
  - Prefekt – Jacques Billant, Prefekci Gwadelupy (2014–2017)
  - Przewodniczący Rady Departamentalnej – Josette Borel-Lincertin, Przewodniczący Rady Departamentalnej Gwadelupy (od 2015)
  - Przewodniczący Rady Regionalnej – Ary Chalus, Przewodniczący Rady Regionalnej Gwadelupy (od 2015)

- Gwatemala
  - Prezydent –
    1. Alejandro Maldonado Aguirre, Prezydenci Gwatemali (2015–2016)
    2. Jimmy Morales, Prezydenci Gwatemali (od 2016)

- Haiti
  - Prezydent –
    1. Michel Martelly, Prezydenci Haiti (2011–2016)
    2. Evans Paul, P.o. prezydenta Haiti (2016)
    3. Jocelerme Privert, tymczasowy prezydent Haiti (2016–2017)

  - Premier –
    1. Evans Paul, Premierzy Haiti (2015–2016)
    2. Fritz Jean, Premierzy Haiti (2016)
    3. Enex Jean-Charles, Premierzy Haiti (2016–2017)

- Honduras
  - Prezydent – Juan Orlando Hernández, Prezydenci Hondurasu (2014–2022)

- Jamajka
  - Król – Elżbieta II, Królowie Jamajki (1962–2022)
  - Gubernator generalny – Patrick Linton Allen, Gubernatorzy generalni Jamajki (od 2009)
  - Premier –
    1. Portia Simpson-Miller, Premierzy Jamajki (2012–2016)
    2. Andrew Holness, Premierzy Jamajki (od 2016)

- Kajmany (terytorium zamorskie Wielkiej Brytanii)
  - Gubernator – Helen Kilpatrick, Gubernatorzy Kajmanów (od 2013)
  - Premier – Alden McLaughlin, Premierzy Kajmanów (od 2013)

- Kanada
  - Król – Elżbieta II, Królowie Kanady (1952–2022)
  - Gubernator generalny – David Lloyd Johnston, Gubernatorzy generalni Kanady (2010–2017)
  - Premier – Justin Trudeau, Premierzy Kanady (od 2015)

- Kostaryka
  - Prezydent – Luis Guillermo Solís, Prezydenci Kostaryki (2014–2018)

- Kuba
  - Pierwszy sekretarz KPK – Raúl Castro, Pierwsi sekretarze Komunistycznej Partii Kuby (od 2011)
  - Przewodniczący Rady Państwa – Raúl Castro, Przewodniczący Rady Państwa Republiki Kuby (od 2008)
  - Premier – Raúl Castro, Premierzy Kuby (od 2008)

- Martynika (departament zamorski Francji)
  - Prefekt – Fabrice Rigoulet-Roze, Prefekci Martyniki (2014–2017)
  - Przewodniczący Rady Wykonawczej Martyniki – Alfred Marie-Jeanne, Przewodniczący Rady Wykonawczej Martyniki (od 2015)
  - Przewodniczący Zgromadzenia Martyniki – Claude Lise, Przewodniczący Zgromadzenia Martyniki (od 2015)

- Meksyk
  - Prezydent – Enrique Peña Nieto, Prezydenci Meksyku (od 2012)

- Montserrat (terytorium zamorskie Wielkiej Brytanii)
  - Gubernator – Elizabeth Carriere, Gubernatorzy Montserratu (2015–2018)
  - Premier – Donaldson Romeo, Premierzy Montserratu (od 2014)

- Nikaragua
  - Prezydent – Daniel Ortega, Prezydenci Nikaragui (od 2007)

- Panama
  - Prezydent – Juan Carlos Varela, Prezydenci Panamy (2014–2019)

- Saint-Barthélemy (wspólnota zamorska Francji)
  - Prefekt – Anne Laubies, Prefekci Saint Barthélemy (od 2015)
  - Przewodniczący Rady Terytorialnej – Bruno Magras, Przewodniczący Rady Terytorialnej Saint Barthélemy (od 2007)

- Saint Kitts i Nevis
  - Król – Elżbieta II, Królowie Saint Kitts i Nevis (1983–2022)
  - Gubernator generalny – Samuel Weymouth Tapley Seaton, Gubernatorzy generalni Saint Kitts i Nevis (od 2015)
  - Premier – Timothy Harris, Premierzy Saint Kitts i Nevis (od 2015)

- Saint Lucia
  - Król – Elżbieta II, Królowie Saint Lucia (1979–2022)
  - Gubernator generalny – Pearlette Louisy, Gubernatorzy generalni Saint Lucia (1997–2017)
  - Premier –
    1. Kenny Anthony, Premierzy Saint Lucia (2011–2016)
    2. Allen Chastanet, Premierzy Saint Lucia (od 2016)

- Saint-Martin (wspólnota zamorska Francji)
  - Prefekt – Anne Laubies, Prefekci Saint-Martin (od 2015)
  - Przewodniczący Rady Terytorialnej – Aline Hanson, Przewodniczący Rady Terytorialnej Saint-Martin (2013–2017)

- Saint-Pierre i Miquelon (wspólnota zamorska Francji)
  - Prefekt –
    1. Jean-Christophe Bouvier, Prefekci Saint-Pierre i Miquelon (2014–2016)
    2. Henri Jean, Prefekci Saint-Pierre i Miquelon (od 2016)

  - Przewodniczący Rady Terytorialnej – Stéphane Artano, Przewodniczący Rady Terytorialnej Saint-Pierre i Miquelon (od 2006)

- Saint Vincent i Grenadyny
  - Król – Elżbieta II, Królowie Saint Vincent i Grenadyn (1979–2022)
  - Gubernator generalny – Frederick Ballantyne, Gubernatorzy generalni Saint Vincent i Grenadyn (od 2002)
  - Premier – Ralph Gonsalves, Premierzy Saint Vincent i Grenadyn (od 2001)

- Salwador
  - Prezydent – Salvador Sánchez Cerén, Prezydenci Salwadoru (od 2014)

- Sint Maarten (samorządny kraj członkowski Królestwa Niderlandów)
  - Gubernator – Eugene Holiday, Gubernatorzy Sint Maarten (od 2010)
  - Premier – William Marlin, Premierzy Sint Maarten (od 2015)

- Stany Zjednoczone
  - Prezydent – Barack Obama, Prezydenci Stanów Zjednoczonych (2009–2017)
  -  Portoryko (Terytorium zorganizowane o statusie wspólnoty Stanów Zjednoczonych Ameryki)
    - Gubernator – Alejandro García Padilla, Gubernatorzy Portoryko (2013–2017)

  -  Wyspy Dziewicze Stanów Zjednoczonych (Nieinkorporowane terytorium zorganizowane Stanów Zjednoczonych Ameryki)
    - Gubernator – Kenneth Mapp, Gubernatorzy Wysp Dziewiczych Stanów Zjednoczonych (od 2015)

- Trynidad i Tobago
  - Prezydent – Anthony Carmona, Prezydenci Trynidadu i Tobago (od 2013)
  - Premier – Keith Rowley, Premierzy Trynidadu i Tobago (od 2015)

- Turks i Caicos (terytorium zamorskie Wielkiej Brytanii)
  - Gubernator –
    1. Peter Beckingham, Gubernatorzy Turks i Caicos (2013–2016)
    2. John Freeman, Gubernatorzy Turks i Caicos (od 2016)

  - Premier –
    1. Rufus Ewing, Premierzy Turks i Caicos (2012–2016)
    2. Sharlene Cartwright-Robinson, Premierzy Turks i Caicos (od 2016)

## Ameryka Południowa
- Argentyna
  - Prezydent – Mauricio Macri, prezydenci Argentyny (2015–2019)

- Boliwia
  - Prezydent – Evo Morales, Prezydenci Boliwii (2006–2019)

- Brazylia
  - Prezydent –
    1. Dilma Rousseff, Prezydenci Brazylii (2011–2016)
    2. Michel Temer, Prezydenci Brazylii (2016–2018)

- Chile
  - Prezydent – Michelle Bachelet, Prezydenci Chile (2014–2018)

- Ekwador
  - Prezydent – Rafael Correa, Prezydenci Ekwadoru (2007–2017)

- Falklandy (terytorium zamorskie Wielkiej Brytanii)
  - Gubernator – Colin Roberts, Gubernatorzy Falklandów (2014–2017)
  - Szef Rady Wykonawczej –
    1. Keith Padgett, Szefowie Rady Wykonawczej Falklandów (2012–2016)
    2. Barry Rowland, Szefowie Rady Wykonawczej Falklandów (od 2016)

- Georgia Południowa i Sandwich Południowy (terytorium zamorskie Wielkiej Brytanii)
  - Komisarz – Colin Roberts, Komisarze Georgii Południowej i Sandwicha Południowego (od 2014)
  - Starszy naczelnik – James Jansen, Starsi naczelnicy Georgii Południowej i Sandwicha Południowego (od 2015)

- Gujana
  - Prezydent – David Granger, Prezydenci Gujany (od 2015)
  - Premier – Moses Nagamootoo, Premierzy Gujany (od 2015)

- Gujana Francuska (departament zamorski Francji)
  - Prefekt –
    1. Éric Spitz, Prefekci Gujany Francuskiej (2013–2016)
    2. Martin Jaeger, Prefekci Gujany Francuskiej (2016–2017)

  - Przewodniczący Zgromadzenia Gujany – Rodolphe Alexandre, Przewodniczący Zgromadzenia Gujany (od 2015)

- Kolumbia
  - Prezydent – Juan Manuel Santos, prezydenci Kolumbii (od 2010)

- Paragwaj
  - Prezydent – Horacio Cartes, Prezydenci Paragwaju (od 2013)

- Peru
  - Prezydent –
    1. Ollanta Humala, prezydenci Peru (2011–2016)
    2. Pedro Pablo Kuczynski, prezydenci Peru (od 2016)

  - Premier –
    1. Pedro Cateriano, Premierzy Peru (2015–2016)
    2. Fernando Zavala, Premierzy Peru (2016–2017)

- Surinam
  - Prezydent – Dési Bouterse, Prezydenci Surinamu (od 2010)

- Urugwaj
  - Prezydent – Tabaré Vázquez, Prezydenci Urugwaju (od 2015)

- Wenezuela
  - Prezydent – Nicolás Maduro, Prezydenci Wenezueli (od 2013)

## Australia i Oceania
- Australia
  - Król – Elżbieta II, Królowie Australii (1952–2022)
  - Gubernator generalny – Peter Cosgrove, Gubernatorzy generalni Australii (od 2014)
  - Premier – Malcolm Turnbull, Premierzy Australii (od 2015)
  -  Wyspa Bożego Narodzenia (terytorium zewnętrzne Australii)
    - Administrator – Barry Haase, Administratorzy Wyspy Bożego Narodzenia (od 2014)
    - Przewodniczący Rady – Gordon Thomson, Przewodniczący Rady Wyspy Bożego Narodzenia (od 2013)

  -  Wyspy Kokosowe (terytorium zewnętrzne Australii)
    - Administrator – Barry Haase, Administratorzy Wysp Kokosowych (od 2014)
    - Przewodniczący Rady – Balmut Pirus, Przewodniczący Rady Wysp Kokosowych (od 2015)

  -  Norfolk (terytorium zewnętrzne Australii)
    - Administrator – Gary Hardgrave, Administratorzy Norfolku (2014–2017)
    - Dyrektor Wykonawczy – Peter Gesling, Dyrektorzy wykonawczy Norfolku (od 2015)

- Fidżi
  - Prezydent – George Konrote, Prezydenci Fidżi (2015–2021)
  - Premier – Frank Bainimarama, Premierzy Fidżi (od 2007)

- Guam (nieinkorporowane terytorium zorganizowane Stanów Zjednoczonych Ameryki)
  - Gubernator – Eddie Calvo, Gubernatorzy Guamu (od 2011)

- Kiribati
  - Prezydent –
    1. Anote Tong, Prezydenci Kiribati (2003–2016)
    2. Taneti Mamau, Prezydenci Kiribati (od 2016)

- Mariany Północne (nieinkorporowane terytorium zorganizowane Stanów Zjednoczonych Ameryki)
  - Gubernator – Ralph Torres, Gubernatorzy Marianów Północnych (od 2015)

- Mikronezja
  - Prezydent – Peter M. Christian, Prezydenci Mikronezji (2015–2019)

- Nauru
  - Prezydent – Baron Waqa, Prezydenci Nauru (2013–2019)

- Nowa Kaledonia (wspólnota sui generis Francji)
  - Wysoki komisarz –
    1. Vincent Bouvier, Wysocy Komisarze Nowej Kaledonii (2014–2016)
    2. Laurent Cabrera, P.o. wysokiego komisarza Nowej Kaledonii (2016)
    3. Thierry Lataste, Wysocy Komisarze Nowej Kaledonii (od 2016)

  - Przewodniczący rządu – Philippe Germain, Przewodniczący rządu Nowej Kaledonii (od 2015)

- Nowa Zelandia
  - Król – Elżbieta II, Królowie Nowej Zelandii (1952–2022)
  - Gubernator generalny –
    1. Jerry Mateparae, Gubernatorzy generalni Nowej Zelandii (2011–2016)
    2. Sian Elias, P.o. gubernatora generalnego Nowej Zelandii (2016)
    3. Patsy Reddy, Gubernatorzy generalni Nowej Zelandii (2016–2021)

  - Premier –
    1. John Key, Premierzy Nowej Zelandii (2008–2016)
    2. Bill English, Premierzy Nowej Zelandii (2016–2017)

  -  Wyspy Cooka (terytorium stowarzyszone Nowej Zelandii)
    - Wysoki Komisarz – Peter Marshall, Wysocy Komisarze Wysp Cooka (od 2015)
    - Przedstawiciel Królowej – Tom Marsters, Przedstawiciele Królowej na Wyspach Cooka (od 2013)
    - Premier – Henry Puna, Premierzy Wysp Cooka (od 2010)

  -  Niue (terytorium stowarzyszone Nowej Zelandii)
    - Wysoki Komisarz – Ross Ardern, Wysocy Komisarze Niue (od 2014)
    - Premier – Toke Talagi, Premierzy Niue (od 2008)

  -  Tokelau (terytorium zależne Nowej Zelandii)
    - Administrator – Linda Te Puni, Administratorzy Tokelau (2015–2016)
    - Szef rządu –

    1. Siopili Perez, Szefowie rządu Tokelau (2015–2016)
    2. Afega Gaualofa, Szefowie rządu Tokelau (2016–2017)

- Palau
  - Prezydent – Tommy Remengesau, Prezydenci Palau (2013–2021)

- Papua-Nowa Gwinea
  - Król – Elżbieta II, Królowie Papui-Nowej Gwinei (1975–2022)
  - Gubernator generalny – Michael Ogio, Gubernatorzy generalni Papui-Nowej Gwinei (2010–2017)
  - Premier – Peter O’Neill, Premierzy Papui-Nowej Gwinei (od 2011)

- Pitcairn (terytorium zamorskie Wielkiej Brytanii)
  - Gubernator – Jonathan Sinclair, Gubernatorzy Pitcairn (od 2014)
  - Burmistrz – Shawn Christian, Burmistrzowie Pitcairn (od 2014)

- Polinezja Francuska (wspólnota zamorska Francji)
  - Wysoki Komisarz –
    1. Lionel Beffre, Wysocy komisarze Polinezji Francuskiej (2013–2016)
    2. Marc Tschiggfrey, P.o. wysokiego komisarza Polinezji Francuskiej (2016)
    3. René Bidal, Wysocy komisarze Polinezji Francuskiej (od 2016)

  - Prezydent – Édouard Fritch, Prezydenci Polinezji Francuskiej (od 2014)

- Samoa
  - Głowa państwa – Tupua Tamasese Tupuola Tufuga Efi, O le Ao o le Malo Samoa (2007–2017)
  - Premier – Tuilaʻepa Sailele Malielegaoi, Premierzy Samoa (1998–2-21)

- Samoa Amerykańskie (nieinkorporowane terytorium niezorganizowane Stanów Zjednoczonych Ameryki)
  - Gubernator – Lolo Matalasi Moliga, Gubernatorzy Samoa Amerykańskiego (od 2013)

- Tonga
  - Król – Tupou VI, Królowie Tonga (od 2012)
  - Premier – ʻAkilisi Pohiva, Premierzy Tonga (od 2014)

- Tuvalu
  - Król – Elżbieta II, Królowie Tuvalu (1978–2022)
  - Gubernator generalny – Iakoba Italeli, Gubernatorzy generalni Tuvalu (2010–2019)
  - Premier – Enele Sopoaga, Premierzy Tuvalu (od 2013)

- Vanuatu
  - Prezydent – Baldwin Lonsdale, Prezydenci Vanuatu (2014–2017)
  - Premier –
    1. Sato Kilman, Premierzy Vanuatu (2015–2016)
    2. Charlot Salwai, Premierzy Vanuatu (od 2016)

- Wallis i Futuna (wspólnota zamorska Francji)
  - Administrator – Marcel Renouf, Administratorzy Wallis i Futuny (2015–2017)
  - Przewodniczący Zgromadzenia Terytorialnego – Mikaele Kulimoetoke, Przewodniczący Zgromadzenia Terytorialnego Wallis i Futuny (2014–2017)

- Wyspy Marshalla
  - Prezydent –
    1. Christopher Loeak, Prezydenci Wysp Marshalla (2012–2016)
    2. Casten Nemra, Prezydenci Wysp Marshalla (2016)
    3. Hilda Heine, Prezydenci Wysp Marshalla (2016–2020)

- Wyspy Salomona
  - Król – Elżbieta II, Królowie Wysp Salomona (1978–2022)
  - Gubernator generalny – Frank Kabui, Gubernatorzy generalni Wysp Salomona (od 2009)
  - Premier – Manasseh Sogavare, Premierzy Wysp Salomona (2014–2017)